# Consejería de Presidencia, Justicia y Deportes de la Junta de Galicia
La Consejería de Presidencia, Justicia y Deportes (en gallego: Consellería de Presidencia, Xustiza e Deportes) es una consejería de la Junta de Galicia.

## Localización
Edificios Administrativos de San Caetano

15704 Santiago de Compostela

Telf: 981 545400 - Fax: 981 544226

## Consejeros
- José Luis Barreiro Rivas (1982-1983). Primero como consejero de Presidencia y en 1983 como consejero de Presidencia y Justicia. Ese mismo año vuelve ser únicamente consejero de Presidencia, pero con el añadido de ocupar la vicepresidencia de asuntos políticos.
- Manuel Ángel Villanueva Cendón (1986-1987)
- Pablo González Mariñas (1987-1989)
- Dositeo Rodríguez (1989-1999). Consejero de Presidencia y Administración Pública.
- Jaime Pita Varela (1999-2005). Consejero de Presidencia y Administración Pública, y a partir de 2001, consejero de Presidencia, Relaciones Institucionales y Administración Pública.
- José Luis Méndez Romeu (2005-2009). Consejero de Presidencia, Justicia y Deportes.
- Alfonso Rueda Valenzuela (2009-).

## Entes adscritos a la consejería
- Academia Gallega de Seguridad Pública
- Agencia Gallega de Emergencias